# Liste des monuments historiques de Keerbergen
Cette page regroupe l'ensemble des monuments classés de la ville belge de Keerbergen.
| Objet                          | Statut du classement? | Année de construction/architecte | Section communale | Adresse          | Coordonnées                      | Numéro d'inventaire | Illustration                   |
| ------------------------------ | --------------------- | -------------------------------- | ----------------- | ---------------- | -------------------------------- | ------------------- | ------------------------------ |
| (nl) Parochiekerk Sint Michiel |                       |                                  | Keerbergen        | Gemeenteplein    | 51° 00′ 15″ nord, 4° 37′ 44″ est | 43324               | (nl) Parochiekerk Sint Michiel |
| (nl) Windmolen                 | OB000432              |                                  | Keerbergen        | Molenstraat 35   | 51° 00′ 18″ nord, 4° 38′ 30″ est | 81820               | (nl) Windmolen                 |
| (nl) Bleyenberghoeve           | OB001600 · OB001601   |                                  | Keerbergen        | Schrieksebaan 41 | 51° 00′ 33″ nord, 4° 39′ 15″ est | 200059              | Téléverser                     |
| (nl) Woning Valckenaers        | OB001860              |                                  | Keerbergen        | Kasterland 1     | 51° 00′ 30″ nord, 4° 37′ 10″ est | 206814              | Téléverser                     |
| (nl) Gemeentehuis (voormalig)  | OB001912              |                                  | Keerbergen        | Haachtsebaan 54  |                                  | 206840              | Téléverser                     |